# Rue Beethoven
Pour l’article homonyme, voir Rue Ludwig-van-Beethoven.

}}
La rue Beethoven est une voie du 16e arrondissement de Paris, en France.

## Situation et accès
Longue de 117 mètres, elle commence aux 2, avenue du Président-Kennedy et 66, avenue de New-York et finit au 11, boulevard Delessert. Elle est en sens unique.
À partir de la rue Chardin, la rue Beethoven se termine en impasse du côté des numéros impairs et comporte un escalier montant vers le boulevard Delessert du côté des numéros pairs.
Le site est desservi par la ligne 6 à la station Passy.

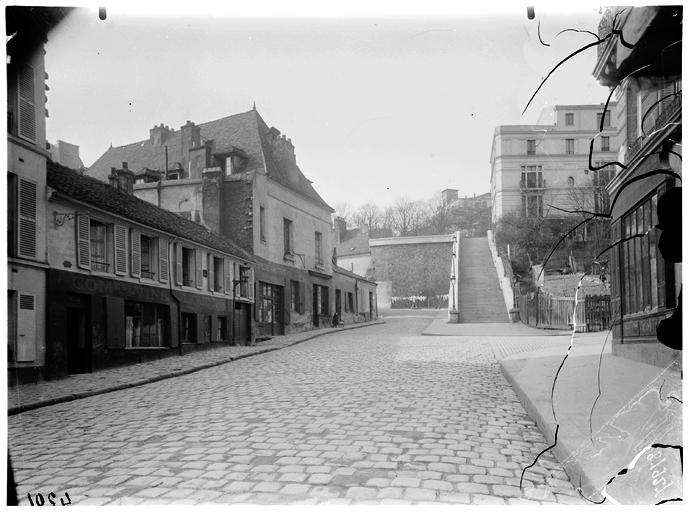
Vue de la rue en 1901, par Eugène Atget.
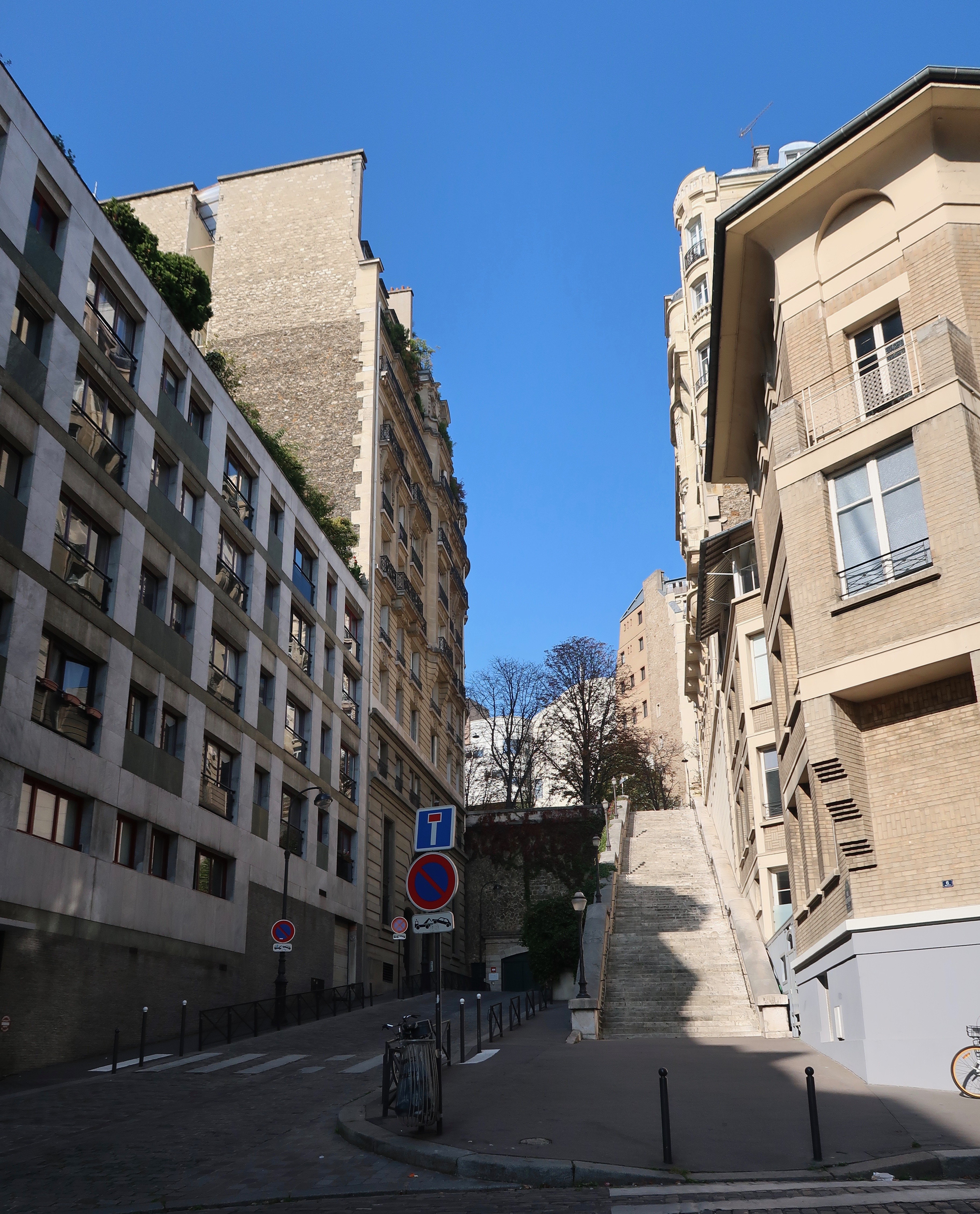
Au même endroit en 2018.
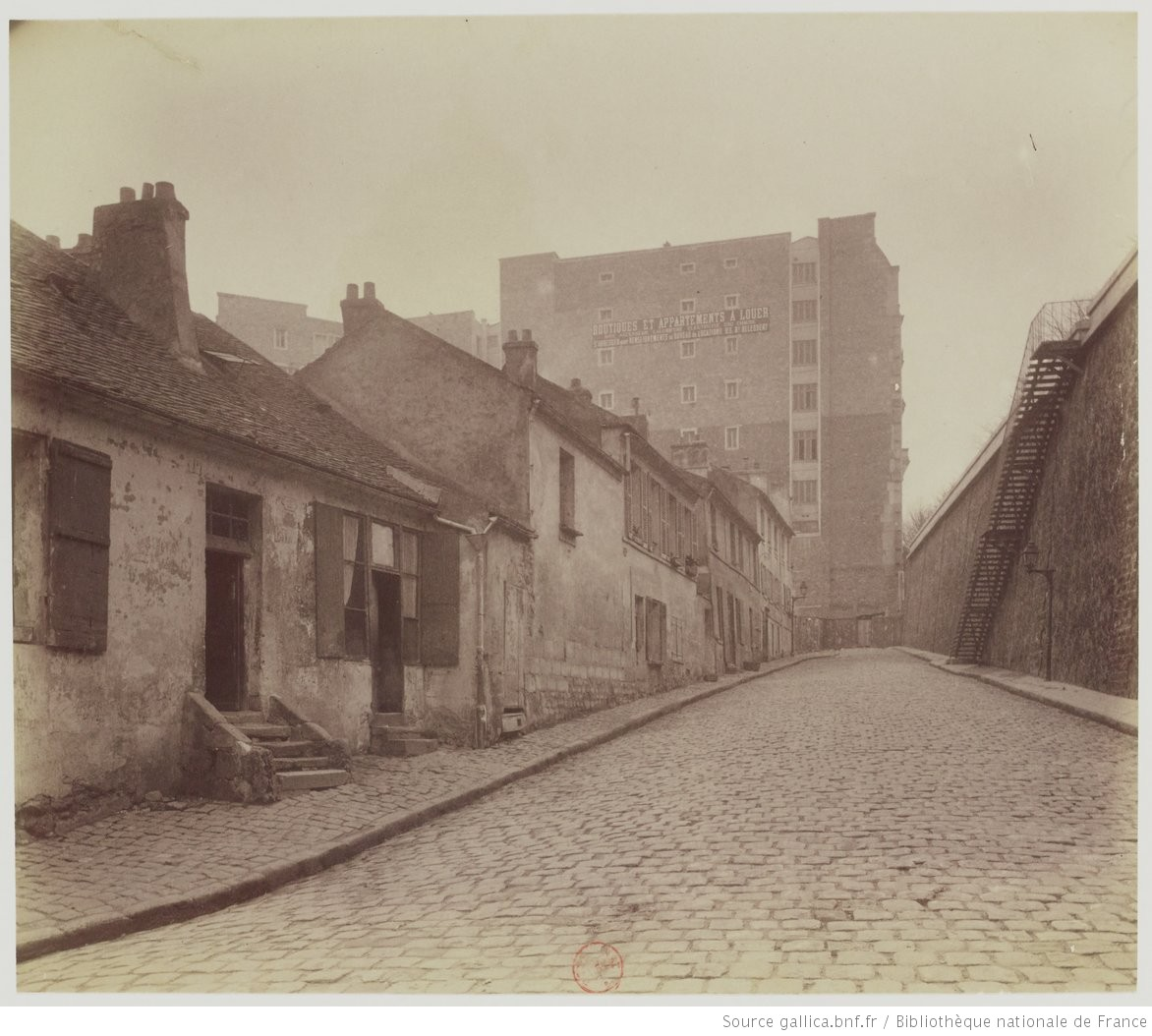
Vue de la portion de la rue en contre-bas du mur de soutènement, aujourd'hui disparue (Eugène Atget).

## Origine du nom

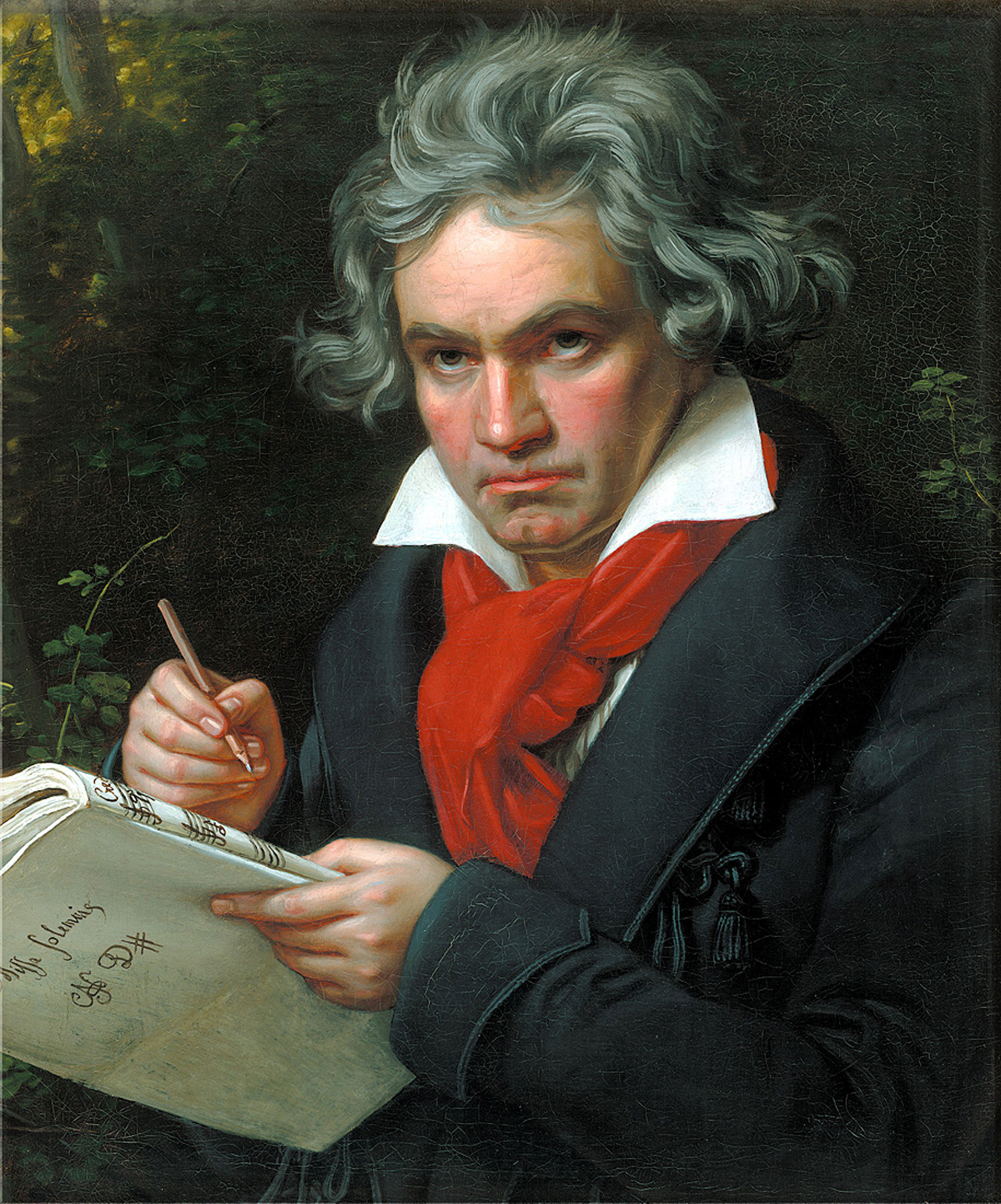
Ludwig van Beethoven (portrait de 1820).

Elle est nommée en l'honneur du compositeur allemand Ludwig van Beethoven (1770-1827).

## Historique

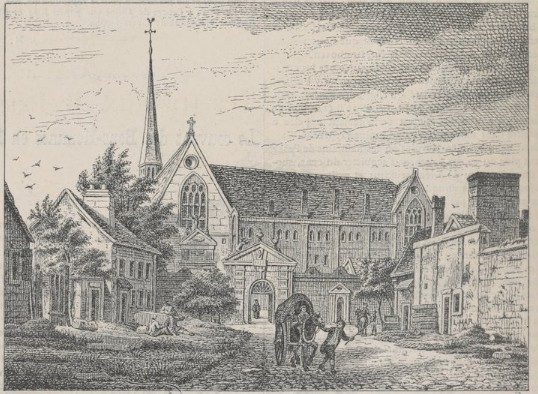
Couvent des Bonshommes ou des Minimes en 1770.

Figurant sur le plan de Roussel de 1730, la rue porte son nom depuis 1864. Elle s’est appelée auparavant « rue de la Montagne » et, plus anciennement encore, « montée des Bonshommes ».
Jusqu’à la fin XVIIIe siècle, la rue de la Montagne en pente abrupte constituait avec la rue Vineuse, qui longeait les vignes du domaine du couvent des Minimes et au-delà le domaine du couvent de la Visitation de Chaillot pour rejoindre la rue de Chaillot, une des seules liaisons entre le bois de Boulogne et le village de Passy (actuelles rue Raynouard et rue de Passy) d’une part, et Paris d'autre part.
La rue de la Montagne traversait le domaine du couvent des Minimes de Chaillot ou couvent des Bons Hommes, qui s’étendait jusqu’en 1786 entre la rue Vineuse et la route de Versailles au bord de la Seine (actuelles avenue de New-York et avenue du Président-Kennedy). L’église et les bâtiments principaux du couvent étaient situés au bord de la rue, soit actuellement entre le boulevard Delessert et la rue Chardin.
Le couvent fut désaffecté en 1790 et  l'église située à l'emplacement des immeubles du  no 3 au  no 11 du boulevard Delessert fut détruite. Les bâtiments du cloître situé à l'emplacement de la rue Chardin et des immeubles bordant cette rue, et le vaste domaine conventuel, furent mis ensuite en vente.
Les bâtiments du cloître et les jardins attenants — soit l'espace compris actuellement entre le quai, l'actuel boulevard Delessert, les numéros pairs de la rue Beethoven et la rue Le Nôtre — furent acquis par un industriel originaire de Gand, Liévin Bauwens, qui y établit une tannerie puis une filature de coton. La partie de l'ancien domaine conventuel située entre les numéros impairs de la rue Beethoven jusqu'à l'emplacement de l'actuel parc de Passy fut acquise par l'industriel Benjamin Delessert.
Une nouvelle rue, nommée « rue Neuve des Bons-Hommes », « rue des Bons-Hommes » ou « rue Neuve des Minimes », fut ouverte vers 1807 entre la « rue de la Montagne », à l'endroit où elle oblique vers le sud-est (actuellement à l'angle du boulevard Delessert et de la rue Beethoven) et la Seine, au niveau du pont d'Iéna (ouvert en 1813), passant par une nouvelle barrière dans le mur des Fermiers généraux (nommée « barrière Franklin »).
La rue Delessert, un peu plus large et à pente plus modérée, pour laquelle Benjamin Delessert apporta une importante contribution, fut ouverte en 1847 parallèlement et au-dessus de la rue de la Montagne et de la rue des Bons Hommes.
Le boulevard Delessert ouvert par un décret du 17 mai 1876 absorba la « rue Delessert », la « rue des Bons-Hommes » et l’îlot entre ces voies en surplombant la partie de la « rue de la Montagne », renommée « rue Beethoven » en 1864 entre le carrefour de la Montagne et la descente de la rue vers la Seine. Un escalier fut créé du boulevard à la rue Beethoven. L’ouverture du boulevard et celle de la rue Chardin en 1876 firent disparaître les vestiges du cloître du couvent des Minimes où fut exploitée par les frères Périer, après la filature installée par Liévin Bauwens, une raffinerie de sucre en fonctionnement de 1834 à 1865.
De 1876 à la fin du XIXe siècle, la partie haute de la rue, s'incurvant vers l'ouest, longeait sur une trentaine de mètres le boulevard Delessert et finissait en impasse. Cette partie de la rue fut remplacée au début du XXe siècle par les immeubles du no 11 au no 21 du boulevard Delessert.
Les dernières dépendances de l’ancien couvent situés côté impair de la rue Beethoven, du côté opposé à l’ancien cloître, comprenant la cour Boccage, ferme exploitée par les religieux du couvent jusqu'en 1790, restèrent en place jusqu'au début du XXe siècle. Cette ferme, dont certains bâtiments dataient du XVIIe siècle, fut détruite en 1905. Les photos de l'époque montrent une rue habitée par une population nombreuse et besogneuse. Une soupe populaire qui avait été mise en place au début du XIXe siècle par Benjamin Delessert était servie au no 9. Ces bâtiments furent détruits et remplacés autour de 1910 par des immeubles de rapport de style post-haussmannien.

Évolution du site de la rue Beethoven de 1740 à 1878
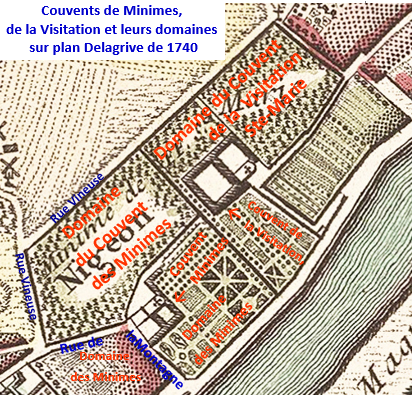
1740 : rues de la Montagne et Vineuse, seules liaisons vers Paris.
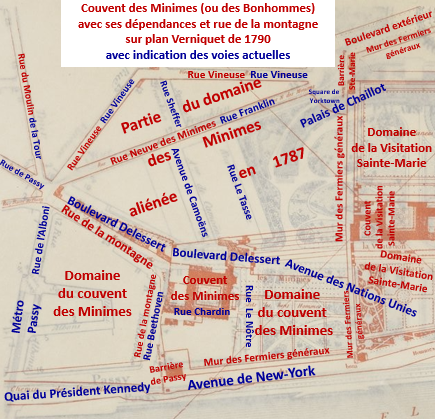
1790 : rue Franklin.
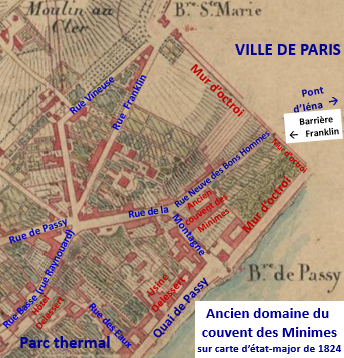
1824 : rue des Bons Hommes.
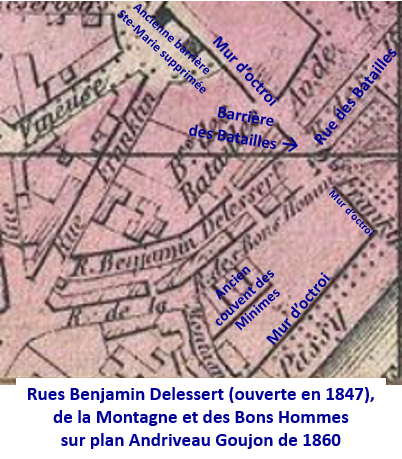
1860 : rues Delessert et des Bons Hommes.
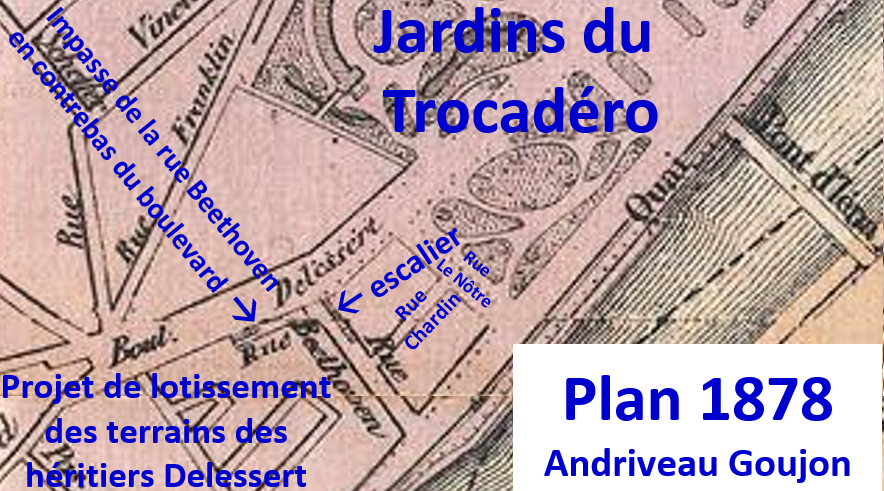
1878 : absorption des rues Delessert et des Bons Hommes par le boulevard Delessert.

La rue Beethoven à la fin du XIXe siècle
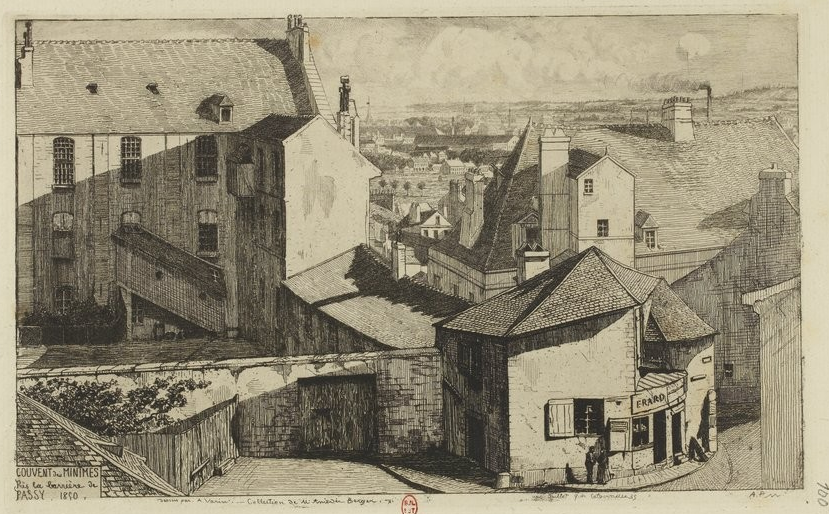
Restes du couvent des minimes vers 1850.
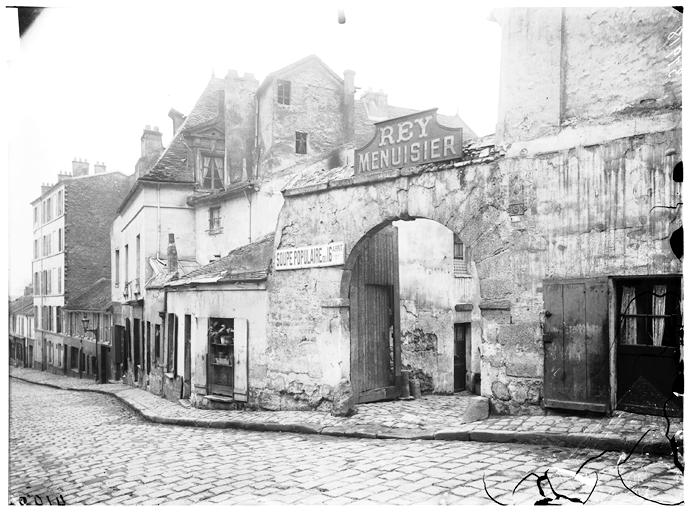
1901 : dépendance du couvent des Minimes, soupe populaire du 16e, par Eugène Atget.
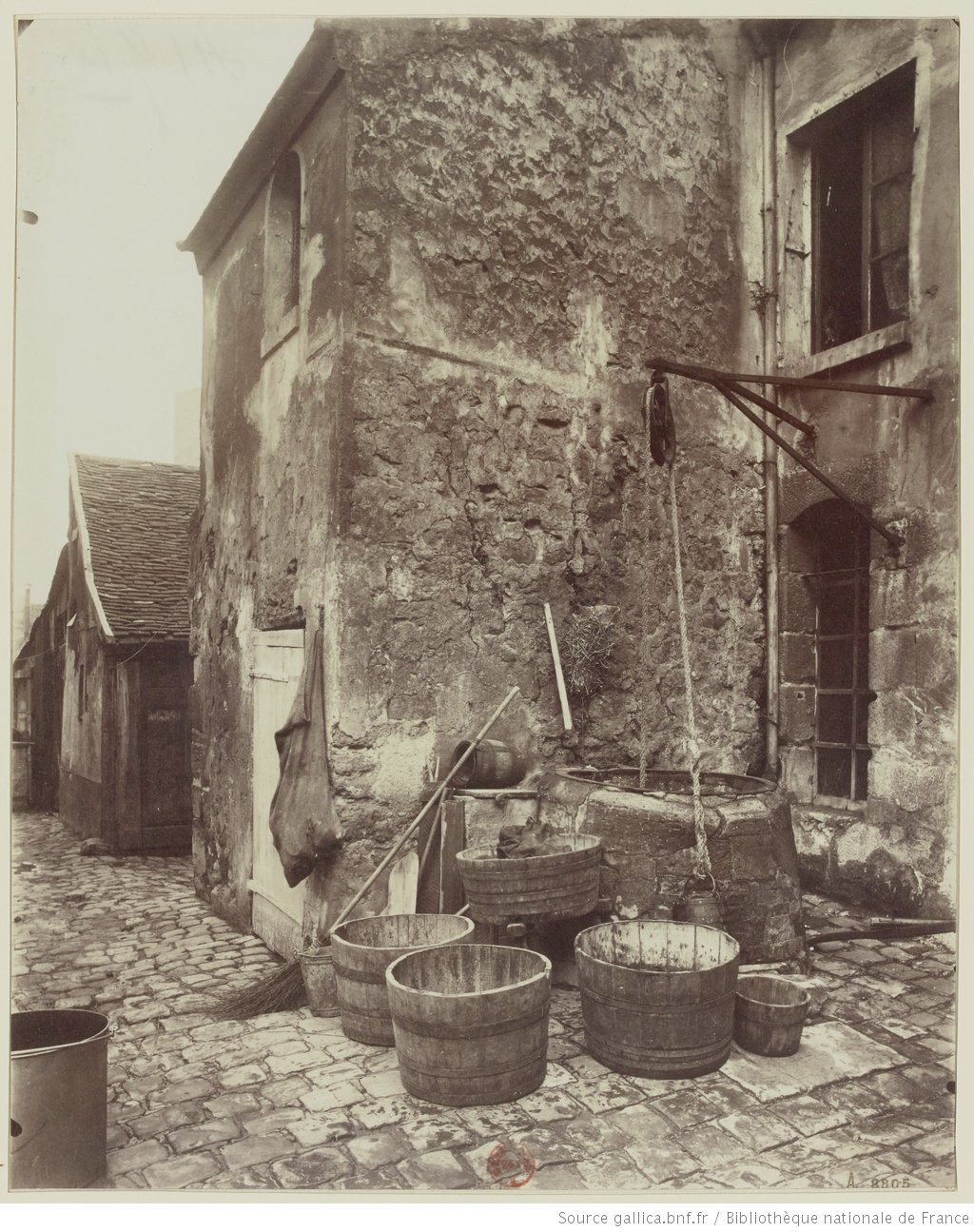
Cour du no 9 par Eugène Atget.
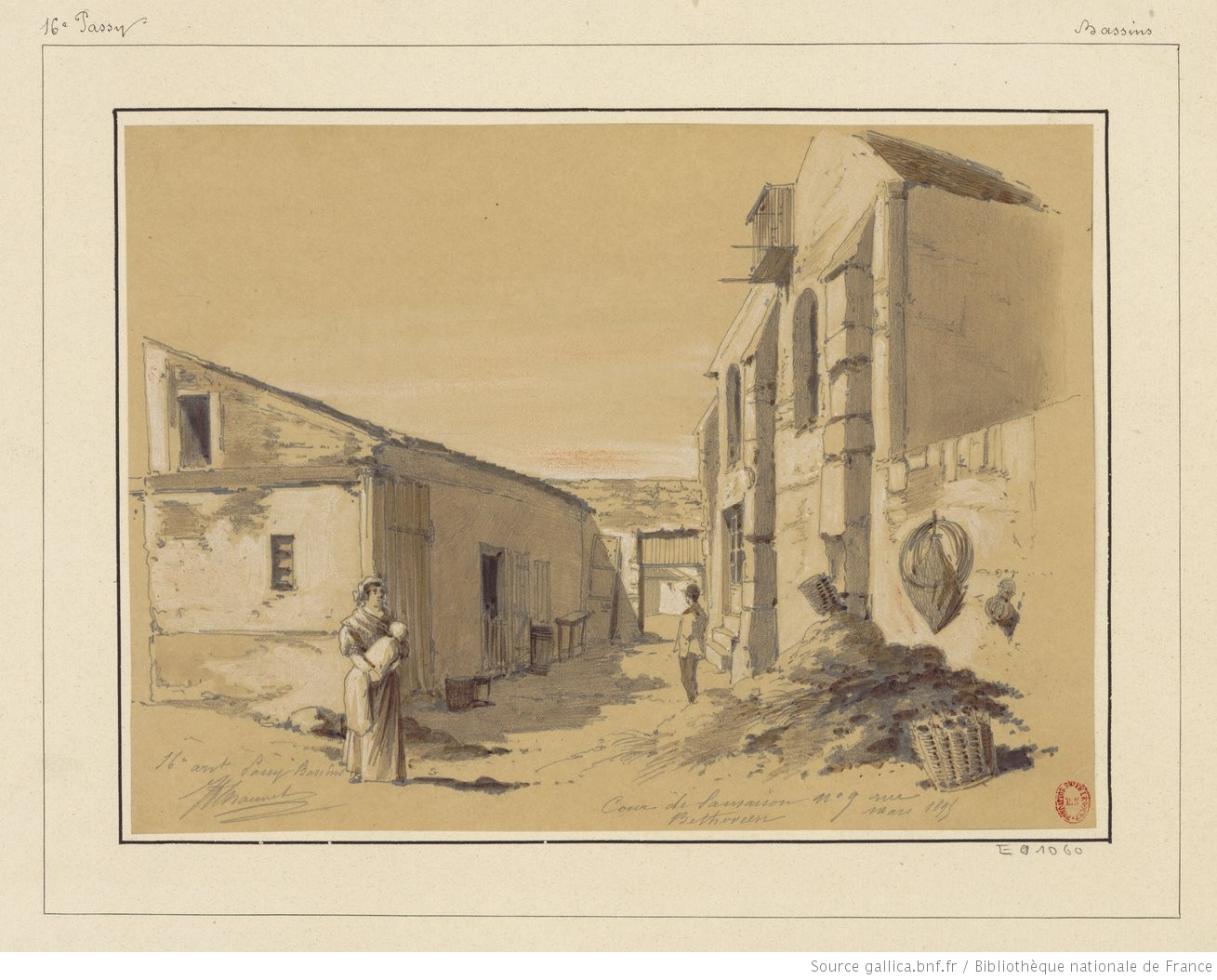
Cour du no 9 par Jules-Adolphe Chauvet.
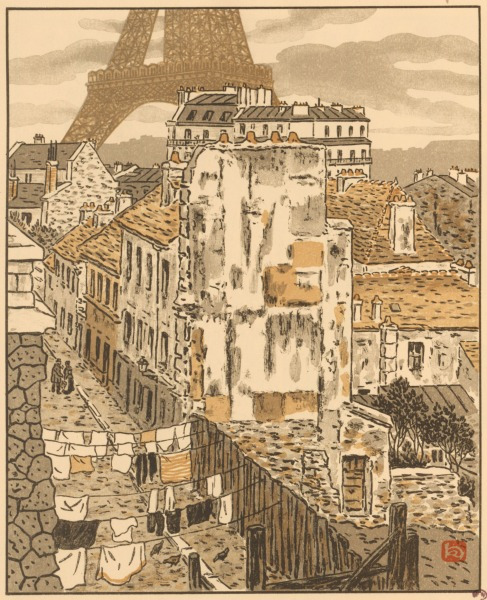
Lithographie d'une vue de la rue par Henri Rivière.

## Bâtiments et lieux de mémoire
- No 2 et no 66 avenue de New-York : à ce niveau se trouvait la barrière de Passy[6].
- No 3 : la Société astronomique de France a son siège à cette adresse.
- Nos 6 et 13 : International School of Paris (en).
- No 7 : ateliers d'artistes (architecte : Georges Thirion, 1913). A remplacé un immeuble de Pierre Humbert ? Le peintre érotique Léo Fontan y résida de 1920 à 1939.
- No 9 : emplacement de l'entrée de l'ancien couvent des Minimes de Chaillot.

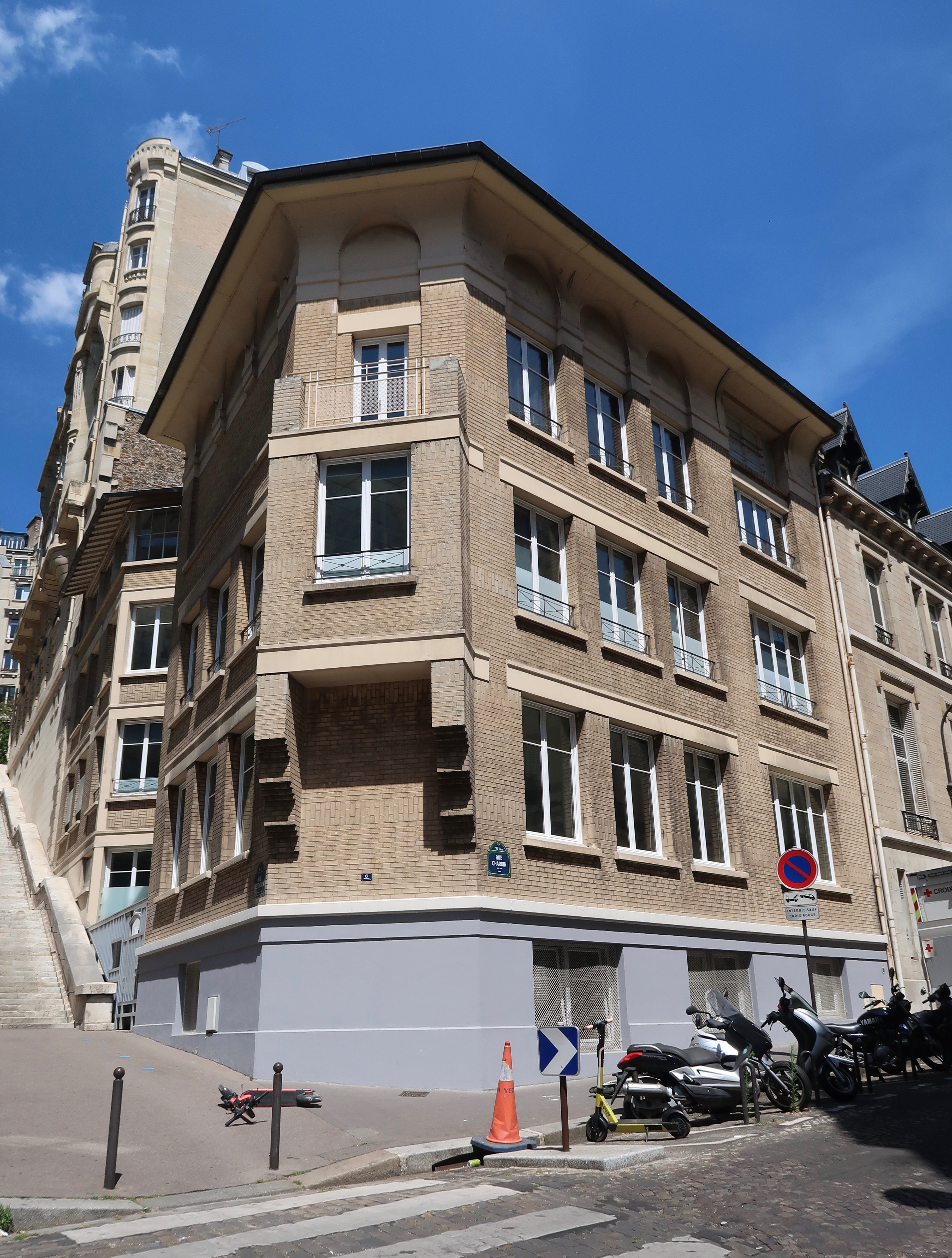
Immeuble du no 6, au croisement avec la rue Chardin.
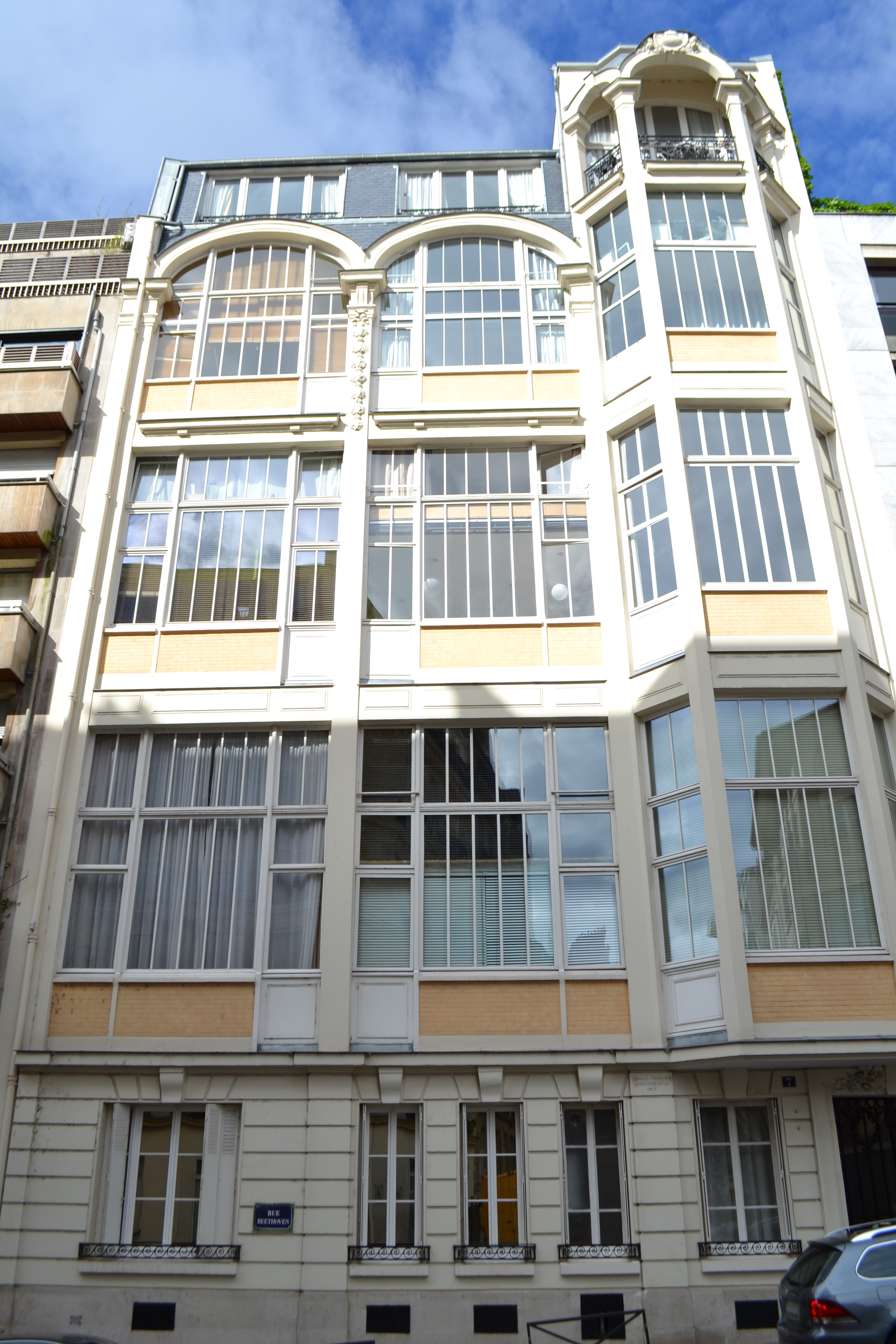
Immeuble du no 7 (1913).
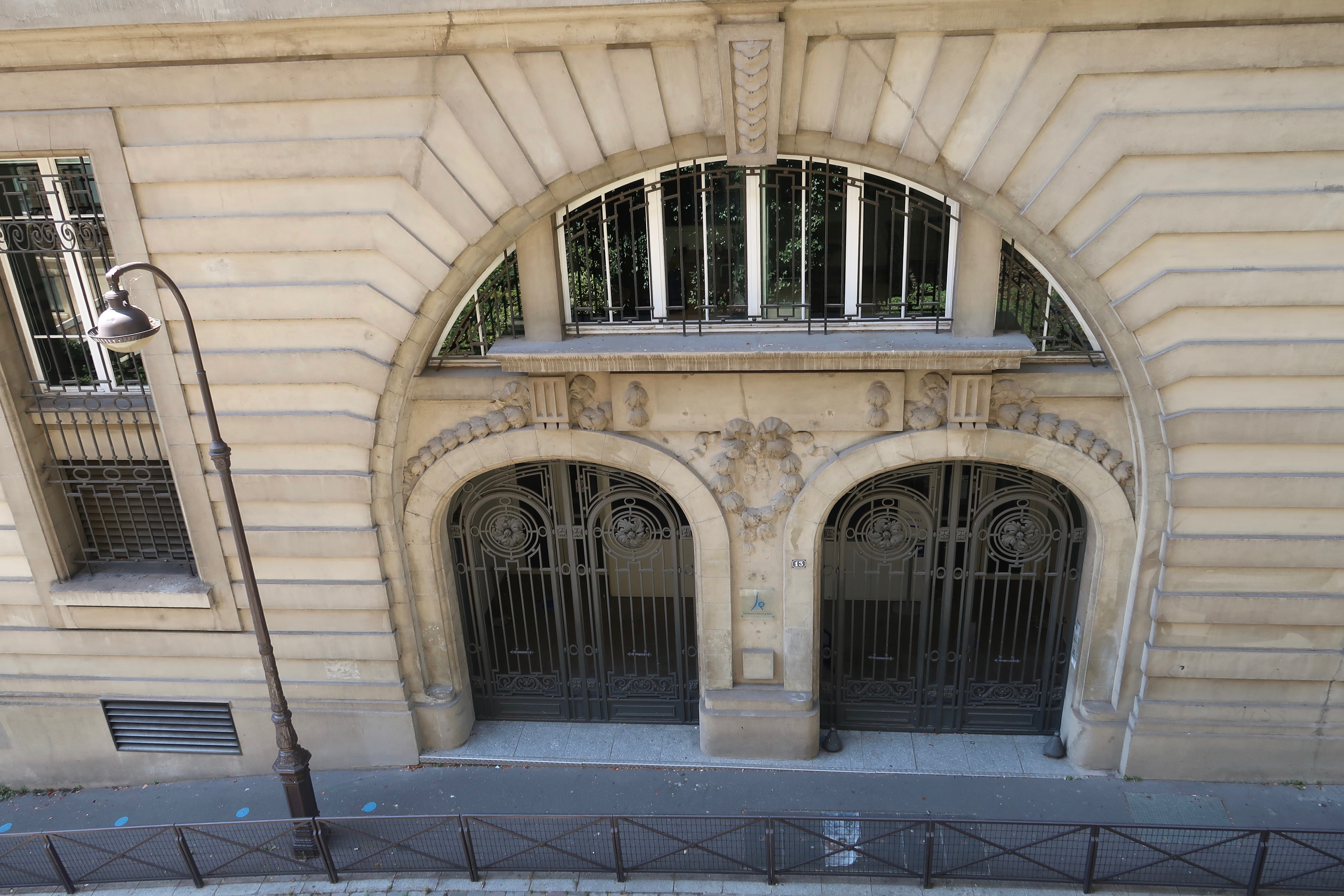
Entrées du no 13, vues de l'escalier.

### Dans la fiction
- 2003 : dans le film Innocents - The Dreamers de Bernardo Bertolucci, les trois héros, après avoir échappé aux CRS lors d’une manifestation en faveur d'Henri Langlois, dévalent l’escalier de la rue Beethoven pour rejoindre les berges de la Seine[7].
- 2013 : 20 ans d'écart, film de David Moreau.